# Rudolf Stösser
Rudolf Stösser (* 10. Januar 1938 in Schorndorf; † 24. September 2004) war ein deutscher Agrarwissenschaftler insbesondere der Blüten und Fruchtbiologie, er war Professor des  Obst- und Gemüsebaus an der Universität Hohenheim.

## Leben und Wirken
Nach dem Abitur 1957 absolvierte Stösser in Heidelberg eine Gärtnerlehre der sich ab 1960 das Gartenbaustudium an der Fakultät für Gartenbau und Landschaftspflege der TH Hannover mit verschiedenen Praktika in Obstbaubetrieben im Ausland anschloss. Die Diplomprüfung erfolgte 1963. Ab 1964 war Stösser zuerst als Hilfskraft, nach der Promotion zum Dr. sc. agr. als Assistent am Institut für Obst- und Gemüsebau der Universität Hohenheim tätig. Nach einer zweijährigen Auslandstätigkeit als Fulbright-Stipendiat an der Michigan State University (USA)  erfolgte 1971 die Habilitation für das Lehrgebiet Obstbau und angewandte Botanik in Hohenheim. Die Professur in diesem Fachbereich trat er 1973 an und blieb bis zur Emeritierung 2003.

## Hauptforschungsgebiete
Blüten und Fruchtbiologie; Fragen der Trenngewebeausbildung bei Früchten und Vorgänge der Fruchtreifung

## Mitgliedschaften
- Vereinigung für Angewandte Botanik
- Deutsche und internationale Gartenbauwissenschaftliche Gesellschaft
- Deutsche Dendrologische Gesellschaft

## Publikationen (Auswahl)
- R. Stösser, H. P. Rasmussen, M. J. Bukovac: A histological study of abscission layer development in cherry fruits during maturation. In: J. Amer. Soc. Hort. Sci. Band 94, 1969, S. 239–243.
- R. Stösser: Die autoradiographische Lokalisierung der 14C-Aktivität nach Applikation markierter Zucker bei der Gummibildung von Süßkirschen. In: Gartenbauwiss. Band 43, 1978, S. 231–235.
- R. Stösser: Das Pollenschlauchwachstum in vitro und in vivo bei Prunus domestica L. In: Zeitschrift Pflanzenzüchtung. Band 88, 1982, S. 261–264.
- H. K. Gerlach, R. Stösser: Patterns of random amplified polymorphic DNAs for sweet Cherry (Prunus avium L.). In: Angew. Botanik. Band 71, 1997, S. 212–218.